# Caenorhinus mannerheimi
Caenorhinus mannerheimi là một loài bọ cánh cứng trong họ Rhynchitidae. Loài này được Hummel miêu tả khoa học năm 1823.